# Florida 135
Le club Florida 135 est une discothèque de musique électronique située à Fraga, en Aragon, en Espagne. Elle est considérée comme la plus ancienne discothèque active du pays,. C'est aussi une entreprise familiale, depuis sa fondation en 1942 par Juan Arnau Ibarz, elle est restée jusqu'à aujourd'hui dans la famille Arnau, la même qui a créé et dirige le Monegros Desert Festival dans la ville voisine de Candasnos et elrow à Viladecans. Le Florida 135 est surnommé « la Cathédrale de la Techno ».

## Histoire
Tout au long de son histoire, le club a reçu différents noms mais aussi différentes fonctions. Au début, il était ouvert comme salle de cinéma. Elle a été fondée en 1942 par Juan Arnau et Francisca Ibarz, un couple marié qui a fui la ville voisine d'Aitona parce que leurs familles désapprouvaient leur mariage en raison de différences idéologiques (les Arnau étaient républicains, tandis que les Ibarz étaient nationalistes). Apparemment, ils ont nommé leur établissement Florida Cinema parce qu'un ami du couple possédait un bar californien très rentable, et les a encouragés à utiliser le nom d'un État des États-Units.
En 1952, le fils de Juan et Francisca, Juan Arnau, épousa la fille des Durán-Satorres, Pilar Durán (voir : Histoire d'elrow), propriétaires d'une salle de cinéma rivale à Fraga, le Cinéma Victoria. Grâce à cela, les deux entreprises fusionnèrent, faisant de la famille Arnau le principal organisateur des loisirs de Fraga. Au départ, c'était l'oncle de Pilar, Santiago Satorres, qui agissait comme directeur « neutre » des deux entreprises.  Juan Arnau a conçu plus tard une salle de danse attachée au cinéma appelée Garden Terrace Florida, et plus tard Saloon Florida.